# Zionslager

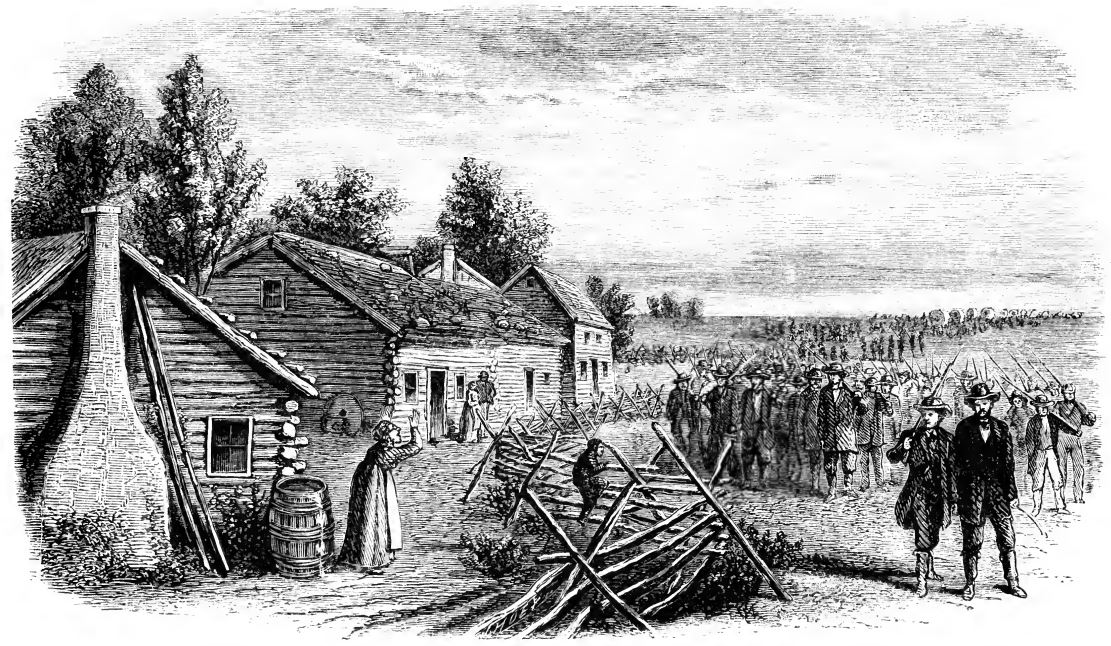
Zeichnung der Expedition, aus dem Buch The Rocky Mountain Saints.

Das Zionslager war eine mormonische Expedition, die von Joseph Smith angeführt wurde. Sie hatte das Ziel, den mormonischen Siedlern ihr Land zurückzugeben, das ihnen von Nichtmormonen genommen worden war.
Die Expedition ging von Kirtland, Ohio nach Clay County, Missouri und dauerte von Mai bis Juni 1834. Nach mormonischer Überzeugung war dieses Land dazu bestimmt, eine Stadt Zions zu werden, und Smith sollte wie ein moderner Moses diese Verheißung einlösen.
Als die Einwohner von Missouri hörten, dass Smith mit einer Expedition unterwegs zu ihnen war, bildeten sie paramilitärische Einheiten. Sie brachten mehr Männer zusammen als die Truppe von Smith.
Joseph Smith erhielt in dieser Situation eine weitere Offenbarung: Er wies die Kirchenmitglieder zurecht, dass sie es nicht wert seien, „Zion einzulösen“, da sie die Vereinigte Ordnung nicht genug unterstützten. Er teilte ihnen weiter mit, dass sie noch eine Weile warten müssten, bis jeder „Älteste das Endowment vom Himmel“ bekommen habe.
Die Expedition war von einer Cholera-Epidemie betroffen und wurde am 25. Juli 1834 aufgelöst; die meisten Überlebenden kehrten nach Ohio zurück. Es war zwar ein Fehlschlag, doch Joseph Smith konnte nun einschätzen, wer seine treuesten Anhänger waren. Viele, die sich im Zionslager bewährt hatten, wurden in den nächsten Jahren wichtige Kirchenführer.

## Hintergrund

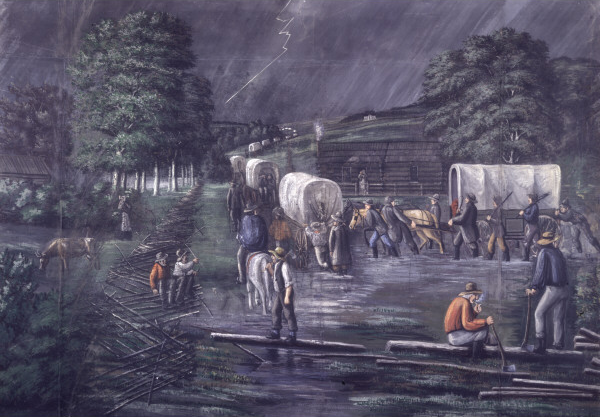
Zeichnung der Expedition von C.C.A. Christensen.

Ein fundamentaler Glaubenssatz der Mormonen ist, dass das biblische Neue Jerusalem auf dem amerikanischen Kontinent erbaut werden wird. Dieser Glaube hat seine Grundlage im Buch Mormon. Am 20. Juli 1831 identifizierte Smith den Ort dieses neuen Jerusalems als Jackson County, Missouri und schickte mormonische Siedler dorthin, um eine Stadt Zions zu bauen.
Bis zum Sommer 1833 waren ungefähr 1200 Mormonen in Jackson County eingetroffen. Die älteren Siedler fühlten sich bedroht von der politischen und wirtschaftlichen Macht der Neuankömmlinge und wurden verunsichert durch Gerüchte, die Mormonen seien gegen die Sklaverei. Deshalb gründeten sie paramilitärische Gruppen und organisierten im Sommer 1833 Attacken gegen die Mormonen.
Joseph Smith erhielt in dieser Situation im August 1833 eine Offenbarung: Er wandte sich gegen spontane Racheakte, erlaubte aber ein Zurückschlagen nach dem vierten Akt der Aggression und eine Vergeltung bis zur dritten und vierten Generation.
Die Mormonen versuchten ursprünglich, ihr Land auf legale Weise zurückzubekommen. Deshalb beauftragten sie vier Anwälte aus Missouri, mit dem Gericht und der Landesregierung zu verhandeln. Die Entscheidung, Anwälte einzustellen und die Sache vor Gericht zu klären, führte jedoch im Oktober 1833 zu noch mehr Gewalt. Als die älteren Siedler aus Missouri die Mormonen ein viertes Mal angriffen, befolgten sie die Offenbarung von Smith und schlugen zurück. Am Ende des Jahres 1833 waren viele Häuser und Gebäude der Mormonen zerstört und alle Kirchenmitglieder aus dem County geflohen. Diese mormonischen Flüchtlinge ließen sich für einen begrenzten Zeitraum in den Nachbarcountys nieder, besonders in Clay County, Missouri.
Im Dezember 1833 schrieb Smith noch eine Offenbarung über die „Erlösung von Zion“ nieder. Diese rief die Siedler in Missouri dazu auf, Gerechtigkeit auf politischem oder gerichtlichem Wege zu versuchen, und warnte, dass eine militärische Auseinandersetzung notwendig werde, falls diese Versuche scheitern sollten. Die Offenbarung sagte voraus, dass unter Smiths militärischem Kommando eine Gruppe von Kirchenmitgliedern das Land zurückerobern werde. Die rechtlichen und politischen Bemühungen schienen zu diesem Zeitpunkt nutzlos, obwohl es eine gerichtliche Anhörung geben sollte. Diese war nämlich auf einen späteren Zeitpunkt im Jahr verschoben worden, nachdem die alten Siedler protestiert hatten.

## Formation des Lagers
Im Kirchenhauptquartier in Kirtland, Ohio bekam Smith eine Offenbarung, er solle eine Expedition aufbauen, die von Kirtland nach Missouri ziehen und dort „Zion erlösen“ solle. Ungefähr 200 Männer und einige Frauen und Kinder traten dieser Expedition bei, die man „Zionslager“ nennt.

## Der Marsch
Smith und seine Teilnehmer verließen Kirtland am 4. Mai 1834, und bis zum 4. Juni zogen sie durch Indiana und Illinois. Sie erreichten den Mississippi River und überquerten ihn nach Missouri. Sie durchquerten bis Ende Juni einen Großteil von Missouri, und die Nachricht über ihre mögliche Ankunft alarmierte die Nichtmormonen in den Jackson und Clay Countys.
Versuche, eine Rückkehr der Mormonen nach Jackson County durch Verhandlungen zu erreichen, blieben fruchtlos. Jedoch entschied sich Smith, lieber das Lager aufzulösen als die „Erlösung von Zion“ mit Gewalt durchzusetzen. Viele Teilnehmer des Lagers waren überzeugt, sie sollten kämpfen, und kritisierten Smith. Viele erkrankten an Cholera. Der 900 Meilen lange Marsch erreichte sein Ziel nicht; vierzehn Teilnehmer starben.

## Auswirkungen
Smith traf bei seiner Rückkehr nach Kirtland auf wachsende Feindseligkeit. Trotzdem erwiesen sich viele Teilnehmer des Lagers als loyale Anhänger der Bewegung. Als Smith nach Kirtland zurückgekehrt war, organisierte er das Kollegium der Zwölf Apostel und die Kollegien der Siebziger. Er wählte hauptsächlich Männer aus, die ihn bei dieser Expedition unterstützt hatten.
Die Mormonen erreichten ihr Ziel nicht, nach Jackson County zurückzukehren. Obwohl die Legislative von Missouri im Jahre 1836 einen Kompromiss vorschlug, der den Mormonen das Caldwell County zur Besiedlung überließ, wurden sie zwei Jahre später komplett aus dem Bundesstaat vertrieben.
Lange nach dem Tod von Smith kam die Kirche Christi (Temple Lot) nach Jackson County zurück, um „Zion einzulösen“.

## Weitere Literatur
- Zionslager in der Enzyklopädie des Mormonismus
- Das annehmbare Opfer des Zionslagers von der Kirche Jesu Christi der Heiligen der Letzten Tage